# (55112) Mariangela
(55112) Mariangela est un astéroïde de la ceinture principale.

## Description
(55112) Mariangela est un astéroïde de la ceinture principale. Il fut découvert le 28 août 2001 à Piera par Joan Guarro i Fló. Il présente une orbite caractérisée par un demi-grand axe de 2,97 UA, une excentricité de 0,12 et une inclinaison de 10,6° par rapport à l'écliptique.

## Compléments